# 광도측정
광도측정(photometry)은 인간의 눈에 감지되는 밝기의 관점에서 빛의 측정을 다루는 광학 분야이다. 이는 물체나 시스템에서 방출, 전송 또는 수신되는 빛의 양을 정량화하는 것과 관련이 있다.
현대 측광법에서는 각 파장의 복사 전력에 인간의 밝기 민감도를 모델로 한 광도 함수를 사용하여 가중치를 부여한다. 일반적으로 이 가중치 함수는 광시 민감도 함수이지만 암점 함수나 다른 함수도 동일한 방식으로 적용될 수 있다. 가중치는 CIE와 ISO에 의해 표준화된다.
광도 측정은 절대 전력 측면에서 복사 에너지(빛 포함)를 측정하는 과학인 방사 측정법과 다르다.

## 같이 보기
- 광원 목록
- 측광학 (천문학)
- 분광기
- 분광광도법
- 비색법